# Главичице
Главичице (серб. Главичице / Glavičice) — село в общине Биелина Республики Сербской Боснии и Герцеговины. Население составляет 1190 человек по переписи 2013 года.

## Достопримечательности
В селе есть храм Рождества Пресвятой Богородицы (Сербская православная церковь), освящённый 22 июня 2003, 9-летняя школа имени Святых Кирилла и Мефодия и мотель «Ристич». Также есть множество пунктов общественного питания, где выступают различные певцы: боулинг-клуб «Санта-Мария», ресторан «Бадем Срече», кафе-бар «Ристич» и кафетерия «Эстетицо».

## Известные уроженцы и местные жители
- Драган Мичич, футболист
- Саво Милошевич, футболист (родился в Яховаце)

## Галерея

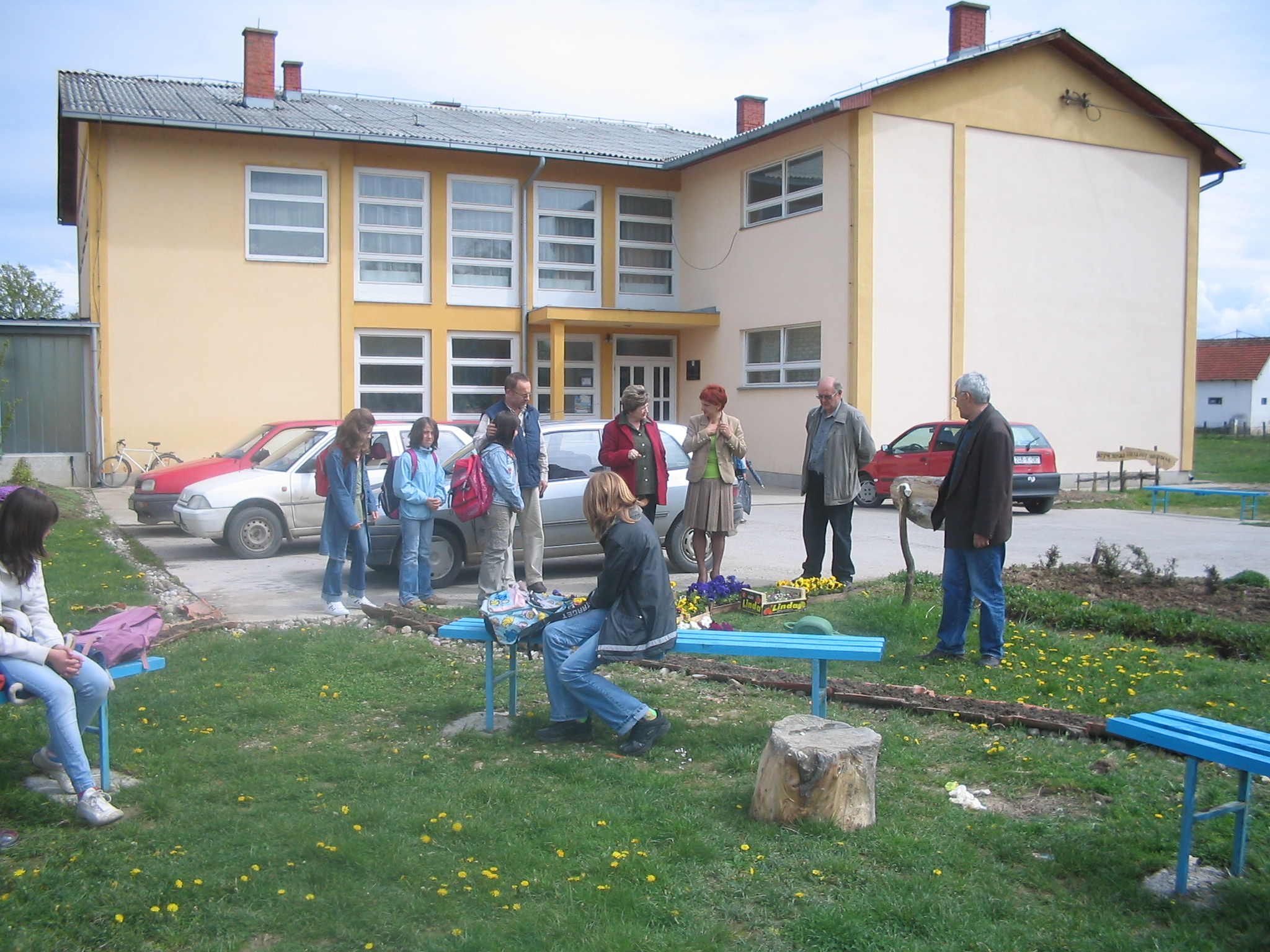
Школа имени святых Кирилла и Мефодия
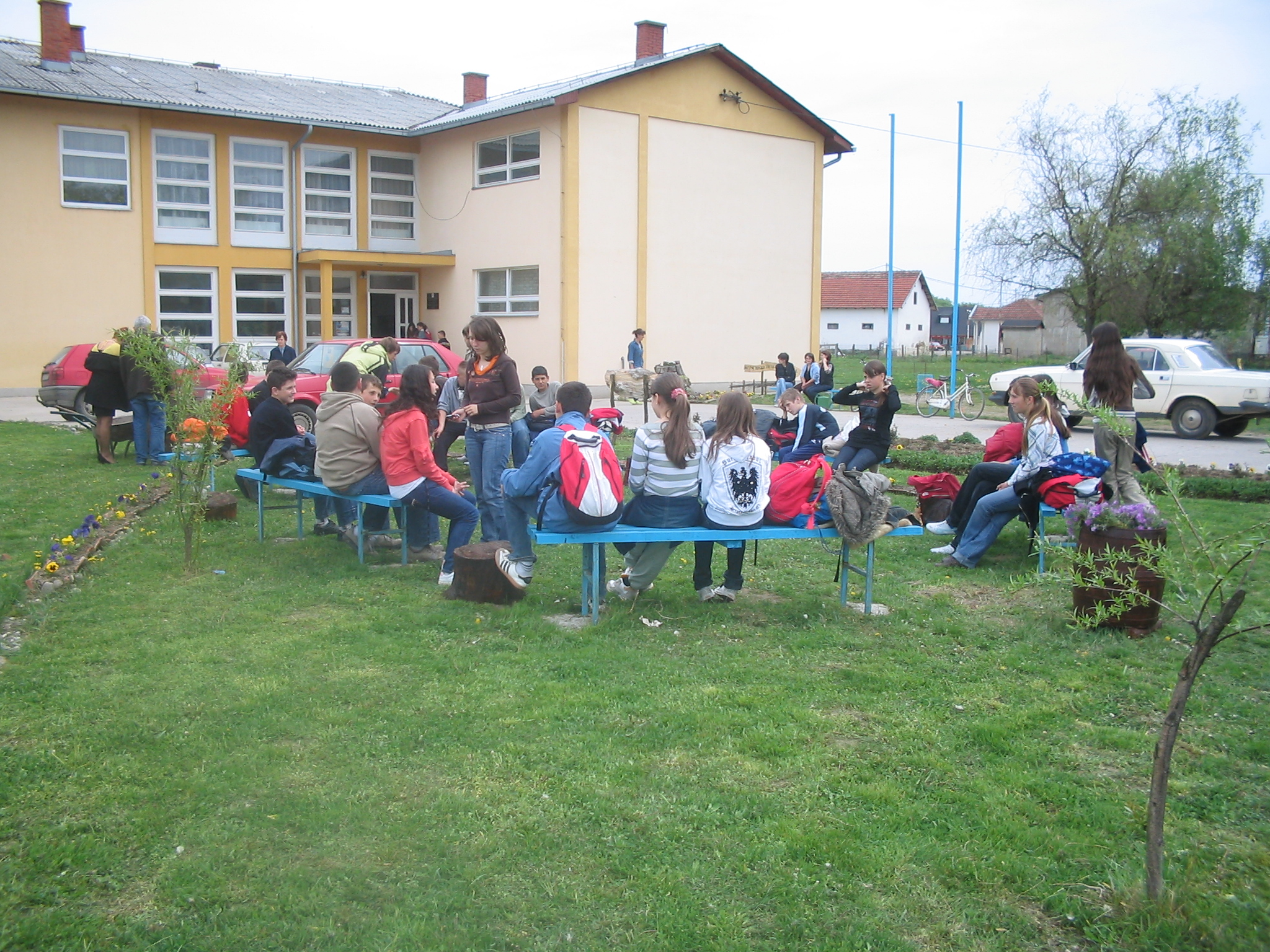
Школа имени святых Кирилла и Мефодия